# انتخابات پارلمان اروپا در پرتغال (۲۰۱۹)
انتخابات پارلمان اروپا در پرتغال (انگلیسی: European Parliament election, 2019) در یکشنبه ۲۶ مه ۲۰۱۹ برگزار خواهد شد و در آن هیئت نمایندگی پرتغال در پارلمان اروپا از ۲۰۱۹ تا ۲۰۲۴ تعیین خواهد شد.